# Beulotte-Saint-Laurent
Beulotte-Saint-Laurent – miejscowość i gmina we Francji, w regionie Burgundia-Franche-Comté, w departamencie Górna Saona.
Według danych na rok 1990 gminę zamieszkiwało 70 osób, a gęstość zaludnienia wynosiła 5 osób/km² (wśród 1786 gmin Franche-Comté Beulotte-Saint-Laurent plasuje się na 673. miejscu pod względem liczby ludności, natomiast pod względem powierzchni na miejscu 248.).
| 1962 | 1968 | 1975 | 1982 | 1990 | 1999 | 2006 |
| ---- | ---- | ---- | ---- | ---- | ---- | ---- |
| 164  | 182  | 121  | 103  | 70   | 68   | 68   |